# Jani Brokke
Adriaan Walter Brokke, plus connu sous le nom de Jani Brokke (né le 22 octobre 1928 à Curaçao) est un joueur de football néerlandais (international Curaçaoan) qui évoluait au poste d'attaquant.

## Biographie

### Carrière en sélection
Avec l'équipe des Antilles néerlandaises, il participe aux Jeux olympiques d'été de 1952 organisés à Helsinki.